# Lou Brero

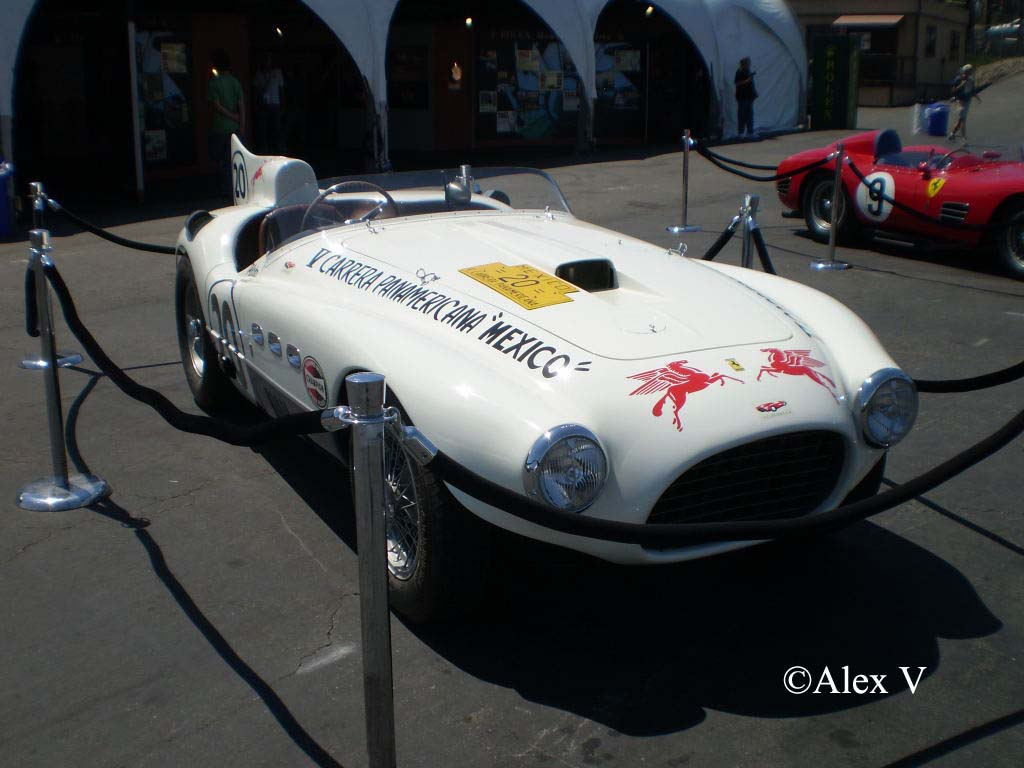
Der 50 Jahre in einer Garage gestandene und danach umfassend restaurierte Ferrari 375MM aus dem Besitz von Lou Brero

Lou Brero (* 27. Dezember 1909 in Nizza; † 21. April 1957 in Honolulu) war ein US-amerikanischer Autorennfahrer.

## Karriere
Lou Brero gehörte, obwohl Amateur, in den 1950er-Jahren zu den Spitzenfahrern der US-amerikanischen Sportwagenszene. Brero fuhr in diesem Zusammenhang die verschiedensten Autos. Er erwarb Rennwagen und setzte sie unter eigenem Namen ein. In seinem Besitz befanden sich so unterschiedliche Fahrzeuge wie ein Kurtis Kraft 500S, der 1955 1200 US-Dollar gekostet hatte, und ein 37.500 Dollar teurer Ferrari 375MM. Mit dem 375MM hatte es eine besondere Bewandtnis. Das Siegerfahrzeug des 1000-km-Rennens auf dem Nürburgring 1953, damals gefahren von Giuseppe Farina und Alberto Ascari, war ein Werkswagen der Scuderia Ferrari und wurde nach der Carrera Panamericana 1954 an Brero verkauft. Nach dessen Tod 1957 stand der Wagen 50 Jahre lang – versteckt hinter einem Traktoranhänger – in einer Garage in Kalifornien, ehe ihn ein Sammler fand und vollständig restaurierte.
Breros größter internationaler Erfolg war der vierte Gesamtrang beim 12-Stunden-Rennen von Sebring 1957, gemeinsam mit Masten Gregory am Steuer eines Ferrari 290S. Im April 1957 hatte Brero beim Hawaii International Sports Car Race einen schweren Unfall, an dessen Folgen er wenig später im Queens Hospital von Honolulu verstarb. Er hinterließ seine Frau Dolores, einen Sohn und zwei Töchter.

## Statistik

### Sebring-Ergebnisse
| Jahr | Team         | Fahrzeug      | Teamkollege    | Platzierung | Ausfallgrund     |
| ---- | ------------ | ------------- | -------------- | ----------- | ---------------- |
| 1956 | A. A. Browne | Jaguar D-Type | Sam Weiss      | Ausfall     | Kupplungsschaden |
| 1957 | George Tilp  | Ferrari 290S  | Masten Gregory | Rang 4      |                  |

### Einzelergebnisse in der Sportwagen-Weltmeisterschaft
| Saison | Team          | Rennwagen     | 1   | 2   | 3   | 4   | 5   | 6   | 7   |
| ------ | ------------- | ------------- | --- | --- | --- | --- | --- | --- | --- |
| 1956   | Albert Browne | Jaguar D-Type | BUA | SEB | MIM | NÜR | KRI |     |     |
| 1956   | Albert Browne | Jaguar D-Type | DNF |     |     |     |     |     |     |
| 1957   | George Tilp   | Ferrari 290S  | BUA | SEB | MIM | NÜR | LEM | KRI | CAR |
| 1957   | George Tilp   | Ferrari 290S  | 4   |     |     |     |     |     |     |